# Leon William Johnson
Leon William Johnson (Columbia, 13 settembre 1904 – Fairfax, 10 novembre 1997) è stato un generale e aviatore statunitense, decorato con la Medal of Honor a vivente nel corso della seconda guerra mondiale per aver guidato l'attacco ai giacimenti petroliferi di Ploesti. Cinque uomini che parteciparono all'Operazione Tidal Wave furono insigniti della Medal of Honor: il tenente colonnello Addison Baker, il maggiore John Jerstad, il tenente Lloyd Herbert Hughes, il colonnello Leon William Johnson e il colonnello John Riley Kane.

## Biografia
Nacque a nacque a Columbia, Missouri, il 13 settembre 1904. Nel 1919, la sua famiglia si trasferì a Moline, Kansas, dove frequentò la scuola superiore. Giocò nella squadra di Football americano del liceo come halfback. Dopo aver conseguito il diploma, lavorò nella banca di famiglia. Entrò nella United States Military Academy a West Point, stato di New York, il 1 luglio 1922, e si diplomò 60° su 152 allievi della sua classe il 12 giugno 1926. Fu nominato sottotenente di fanteria il 12 giugno 1926 e fu assegnato al 17° Reggimento di fanteria a Fort Crook, Nebraska, il 12 settembre 1926. Si offrì volontario per il servizio nell'United States Army Air Corps e il 1 marzo 1929 si presentò alla Scuola di volo primaria dell'Aeronautica sulla Brooks Air Force Base, Texas, come allievo ufficiale pilota. Sposò Lucille Taylor, da cui ebbe due figlie Sue e Sarah, prima di completare l'addestramento al volo. Fu poi inviato a Kelly Field, in Texas, per un ulteriore addestramento con la Sezione di osservazione aerea, rimanendovi dal 15 ottobre 1929 al 28 febbraio 1930.
Il 1° marzo 1930, si unì al 5th Observation Squadron a Mitchel Field, New York, come aiutante di campo e ufficiale del genio, e fu promosso tenente il 1° dicembre 1931. Il 15 giugno 1932 si unì al 2nd Observation Squadron a Nichols Field nelle Filippine. Nel luglio 1935 tornò negli Stati Uniti d'America e il 30 dello stesso mese entrò al California Institute of Technology, da cui ricevette un Master of Science in meteorologia il 1 luglio 1936. Fu promosso capitano il 13 giugno 1936, e poi trasferito a Barksdale Field, Louisiana, come ufficiale operativo fino al 1 luglio 1937, quando divenne comandante del 3rd Weather Squadron, e fu studente presso l'Air Corps Tactical School dal 5 giugno al 25 agosto 1939.

### Nella seconda guerra mondiale
Ricoprì l'incarico di ufficiale addetto alle operazioni del 3rd Bombardment Group a Barksdale Field dal 15 luglio 1940 al 12 settembre 1940, e poi ufficiale meteorologico fino al 27 dicembre 1940. Il gruppo si trasferì alla base aerea dell'esercito di Savannah il 6 ottobre 1940, ed egli fu promosso maggiore il 16 novembre 1940. Divenne comandante del 90th Bombardment Squadron il 16 dicembre 1940, e poi del 10th Reconnaissance Squadron il 9 maggio 1941. Divenne ufficiale delle operazioni (A-3) del III Air Support Command quando fu attivato nel settembre 1941.
Fu uno dei primi quattro ufficiali di volo della Eighth Air Force e servì come assistente capo di stato maggiore per le operazioni (A-3) durante il suo periodo formativo a Savannah, in Georgia. Con gli USA ormai entrati nella seconda guerra mondiale, fu promosso a tenente colonnello il 5 gennaio 1942, e poi colonnello il 1º marzo dello stesso anno. Accompagnò la Eighth Air Force in Gran Bretagna nel giugno 1942.
L'8 gennaio 1943 assunse il comando del 44th Bombardment Group equipaggiato con i bombardieri Consolidated B-24 Liberator. Il 14 maggio 1943 guidò una formazione di 17 B-24 del 44th Bombardment Group che, insieme a 109 Boeing B-17 Flying Fortress, attaccarono le installazioni navali tedesche a Kiel, l'obiettivo più distante attaccato dalla Eighth Air Force fino a quel momento. Il B-24, che trasportava bombe incendiarie, subì un attacco particolarmente pesante da parte dei caccia tedeschi, poiché non furono in grado di rimanere abbastanza vicini ai B-17 da essere protetti dal loro fuoco e dovettero aprire la propria formazione per attaccare; cinque degli otto aerei abbattuti erano B-24.
Il 44th BG prese parte all'Operazione Tidal Wave, l'attacco ai giacimenti petroliferi rumeni di Ploesti, in Romania, il 1° agosto 1943. Quando il suo aereo giunse sull'obiettivo alla guida del suo gruppo, scoprì che il 93rd Bombardment Group aveva già attaccato il loro obiettivo per errore e, di conseguenza le difese antiaeree erano in allarme. Sebbene fosse giustificato tornare indietro, guidò il suo gruppo attraverso un denso fumo, lo sbarramento della contraerea e le esplosioni che nascondevano le alte ciminiere e i cavi dei palloni di sbarramento. Sulla via del ritorno, dovettero combattere contro i caccia Messerschmitt Bf 109.
Il suo aereo fu carbonizzato dalle fiamme e colpito più volte dalla contraerea, ma riuscì a ritornare alla base. In tutto, 54 dei 177 aerei coinvolti nel raid andarono perduti, insieme a 532 dei 1.725 membri dell'equipaggio. Sebbene il 42 percento della capacità di raffinazione fosse stato distrutto, i tedeschi furono in grado di ripristinare presto la produzione. Per la sua partecipazione a questa operazione fu insignito della Medal of Honor.
Comandò il 14th Combat Bombardment Wing dal 3 settembre 1943 al 10 maggio 1945, e fu promosso generale di brigata il 6 novembre 1943.

### Dopo la fine della guerra
Dopo il V-E Day, fu Capo dei Servizi del Personale presso il Quartier generale delle Forze aeree dell'esercito a Washington, dal 28 giugno 1945 al 15 maggio 1946. Fu poi Vice Capo di stato maggiore aggiunto per il personale dal 16 maggio 1946 al 28 aprile 1947. Fu comandante della Fifteenth Air Force dello Strategic Air Command a Colorado Springs, Colorado, dal 1° maggio 1947 al 2 agosto 1948, con il grado di maggiore generale ricevuto il 27 ottobre 1947. L'USAF tornò in Inghilterra per la prima volta dalla seconda guerra mondiale quando egli organizzò la 3rd Air Division il 20 agosto 1948. La divisione forniva strutture per la manutenzione e il supporto degli aerei dello Strategic Air Command in missioni di addestramento a rotazione in Europa e per gli aerei da trasporto utilizzati nel ponte aereo di Berlino. Il 1° maggio 1951 l'unità venne ribattezzata Third Air Force. Oltre ai suoi altri incarichi, era capo del Military Assistance Advisory Group per il Regno Unito.
Come comandante della 3rd Air Division e successivamente della Third Air Force, era subordinato all'USAFE, ma dovette anche trattare con il quartier generale dell'USAF e con lo Strategic Air Command. Fu anche designato punto di contatto per i rapporti con il governo britannico, dovendo trattare con ufficiali britannici di grado superiore e con alti funzionari britannici, incluso il Primo ministro del Regno Unito Clement Attlee.
Il suo comando era a corto di personale, privo di una chiara missione e non vi era alcun accordo con il governo britannico in merito ai diritti di base o alle responsabilità finanziarie. Né fu facile trattare con i suoi colleghi dello Strategic Air Command come Archie Jefferson Old, che non erano rinomati per le loro capacità diplomatiche. Fu lui a dare ordine che la bandiera britannica sventolasse accanto a quella americana sulle basi statunitensi nel Regno Unito.
Il 21 febbraio 1952 fu nominato comandante del Continental Air Command presso la Mitchel Air Force Base. Fu promosso tenente generale il 5 luglio 1952.Dal luglio 1953 fu contemporaneamente rappresentante dell'aeronautica militare statunitense presso il Comitato di Stato Maggiore delle Nazioni Unite. Fu rappresentante degli Stati Uniti presso il Comitato militare della NATO, il Comitato dei rappresentanti militari e il Gruppo permanente della NATO, di stanza a Washington DC, dall'aprile 1956 al maggio 1958, quando divenne vice del Comandante supremo alleato in Europa (SACEUR) generale Lauris Norstad, presso il quartier generale dello SHAPE a Parigi, Francia. Fu promosso generale a quattro stelle il 31 agosto 1957. Andò in pensione il 31 luglio 1961, ma il 15 settembre dello stesso anno fu richiamato in servizio attivo per diventare direttore dello staff del sottocomitato di valutazione della rete del Consiglio per la sicurezza nazionale al Pentagono. Andò in pensione una seconda volta il 30 aprile 1965.
Si stabilì a McLean, in Virginia, e lavorò come consulente. Tra i suoi hobby c'era la coltivazione di fiori, e fu presidente della National Capitol Dahlia Society.
Morì di un'infezione respiratoria il 10 novembre 1997 presso la struttura sanitaria Belvoir Woods a Fairfax, in Virginia, e fu sepolto nel cimitero nazionale di Arlington accanto alla moglie, Lucille Taylor Johnson, morta nel 1983.